# Face/Off
Face/Off is een Amerikaanse actiefilm uit 1997, geregisseerd door John Woo. In de hoofdrol spelen Nicolas Cage en John Travolta.
Face/Off is een van de succesvolste Amerikaanse films van John Woo. Woo wilde aanvankelijk de film niet regisseren omdat hij te weinig vrijheid kreeg, de studio had al besloten om de film zich in de toekomst te laten afspelen, en met in de hoofdrollen Nicolas Cage en John Travolta. Opvallend aan de film is dat Cage en Travolta ieder elkaars personage spelen. De film bracht wereldwijd 245 miljoen dollar op en was daarmee een groot succes.

## Verhaal
Sean Archer (John Travolta) en zijn zoontje Michael zitten in een carrousel, zichtbaar gelukkig. Het vredelievende moment wordt verstoord door een kogel uit het geweer van Castor Troy (Nicolas Cage). Hoewel het doelwit van de aanslag, Sean, in zijn rug wordt geraakt, is niet hij maar Michael degene die overlijdt.
De moord op zijn zoontje door Castor Troy is voor FBI-agent Archer de drijfveer die hem in de zes daaropvolgende jaren naar de gevreesde terrorist doen zoeken. Sean wordt geïnformeerd dat Castors broer en misdaadpartner Pollux (Alessandro Nivola) een vliegtuig heeft gecharterd, en de FBI gaat erop af. Castor en Pollux staan op het punt Los Angeles achter te laten met een biochemische bom die zojuist geplaatst is, maar Sean weet het opstijgen van het vliegtuig te voorkomen. Bij een spectaculaire confrontatie tussen de politie en de terroristen wordt Pollux gearresteerd en Castor wordt in een coma geslagen door Sean.
Nog voor Sean bij thuiskomst het goede nieuws aan zijn gezin kan vertellen, verzeilt hij in een conflict met zijn dochter Jamie (Dominique Swain). De rebelse dochter die met grote regelmaat haar uiterlijk verandert, is zojuist geschorst op school na een vechtpartij, waarschijnlijk juist veroorzaakt door Jamies nieuwe voorkomen. Hoewel Sean in het duister tast over de motieven van Jamie zich voor te doen als iemand anders (iets wat zij zelf tegenspreekt), weet hij de stemming te verbeteren door aan zijn vrouw (Joan Allen) mee te delen dat Castor, de moordenaar van hun zoontje, na al die jaren eindelijk gepakt is. De jacht is voorbij, en Sean belooft zijn humeurige gedrag van de laatste jaren goed te maken, een bureaubaantje bij de politie te nemen en meer over Michael te praten, desnoods in therapie.
Zover zal het niet komen. De biochemische bom vormt nog altijd een bedreiging. Naar alle waarschijnlijkheid weet alleen Pollux waar en wanneer de bom af zou moeten gaan, maar die laat niets los, evenals Castors handlangers. Dan wordt Sean gewezen op een futuristische mogelijkheid: hij kan middels een operatie tijdelijk het gezicht van de nog comateuze Castor overnemen, om zo in diens plaats het vertrouwen van Pollux te winnen en de benodigde informatie los te weken.
De gezichtstransplantatie lukt en als Castor Troy betreedt Sean de orwelliaanse ‘Erehwon’-gevangenis op zoek naar Pollux. Daar doorstaat Sean (als Castor) beproevingen zoals het vechten met Castors oude vijanden, en het beantwoorden van intieme vragen door Pollux. De missie slaagt evenwel: Pollux biecht nietsvermoedend de locatie van de bom op. Maar als Sean (als Castor) de gevangenis wil verlaten, komt hij oog in oog te staan met iemand die hij niet verwachtte: Castor Troy. Als Sean Archer!
Castor is ontwaakt uit zijn coma en heeft de chirurg verantwoordelijk voor de transplantatie gedwongen hem het echte gezicht van Sean te geven. Het geheime laboratorium is daarna in brand gezet en de betrokken medici zijn vermoord. Met een diabolische toon komt Castor (als Sean) dit slechte nieuws inwrijven. Vanaf nu zijn de rollen omgedraaid: de echte Castor leeft in vrijheid en de echte Sean in gevangenschap, ook al hebben ze elkaars gezicht.
Voor Troy is deze nieuwe situatie nog even wennen. Zo rijdt hij het huis van de Archers voorbij en spreekt hij Jamie aan met een verkeerde naam. Maar hij weet zijn nieuwe gezinsleden in te pakken met de nodige knipoogjes en oneliners, mevrouw Archers seksleven nieuw leven in te blazen en tiener Jamie van opzienbarende vaderlijke adviezen te geven. Troy besluit zijn nieuwe rol als ‘supercop’ serieus te nemen en zijn grote bom onschadelijk te maken, waardoor ‘Sean Archer’ een nationale held wordt. Voor Troy kon de nieuwe situatie niet beter uitpakken, voor Archer niet slechter.
Voor Archer zit er maar één ding op: de gevangenis verlaten. De ontsnapping gaat gepaard met veel explosies en listen, maar het lukt Archer buiten Erehwon te raken. De supergevangenis blijkt op een olieplatform in de zee te staan, waardoor Archer genoodzaakt is in zee te duiken en naar de kust te zwemmen. Archer kan zich als voortvluchtige niet zomaar overal vertonen en duikt daarom onder bij Castors handlangers. Met hen beraamt hij het plan om Troy te pakken en diens gezicht letterlijk af te pakken – uiteraard tot grote verbazing van de criminelen. Archer ontmoet ook Castors ex-vriendin Sasha (Gina Gershon) en haar zoontje Adam. Sasha had Castor nooit verteld dat Adam zijn zoontje was. Archers ontmoeting met Adam raakt hem zichtbaar, en geëmotioneerd noemt hij hem zelfs Michael.
Archers aanwezigheid kon niet onopgemerkt blijven. Troy heeft de FBI laten uitrukken om zijn nemesis te grijpen. Dit resulteert in een volgende groteske tweestrijd tussen de twee kampen, waarbij een regen van kogels slachtoffers maken aan beide kanten. In de climax van het vuurgevecht staan Archer en Troy beiden aan een kant van een dubbelzijdige spiegel. Een korte woordenwisseling kan de heren niet overtuigen de strijd te staken, waarna ze hun pistool op elkaar richten – met nog altijd de spiegel tussen hen. Even worden ze geconfronteerd met hun nieuwe uiterlijk en richten ze als vanouds hun wapens op het vijandige gezicht. De kogels die door de spiegel vliegen missen hun doel en Archer probeert te ontsnappen door uit het gebouw te klimmen. Daar loopt hij Pollux tegen het lijf, die na een worsteling door Archer door een glazen dak wordt gegooid. Pollux valt dood neer voor de ogen van Troy, die er nu op uit is zijn geliefde broer te wreken.
In zijn woede biecht Troy zijn ware identiteit op aan de FBI-baas om hem vervolgens te vermoorden. Archer probeert ondertussen in zijn eigen huis zijn vrouw Eve te overtuigen van zijn nieuwe bestaan. Een bloedtest en enkele intieme details die alleen Sean en zijn vrouw konden weten doen Eve er pas van overtuigen dat er sprake is van deze bizarre persoonsverwisseling.
Op de begrafenis van de FBI-directeur komt het tot de definitieve tweestrijd tussen Sean en Castor. Sasha is aanwezig en niet op de hoogte van de gezichtsverwisseling, waardoor ze aan Archers kant staat. Opnieuw volgt er een overdadig vuurgevecht, waarbij zowel Eve, Jamie als Sasha betrokken worden. Deze laatste komt hierbij om en smeekt Archer dat hij voor Adam zal zorgen. Jamie, die als een van de laatsten moet worden overtuigd van haar vaders nieuwe gezicht, komt hierin tussen de twee mannen te staan en schiet uiteindelijk zelfs een keer op haar echte vader.
Archer en Troy vervolgen hun gevecht uiteindelijk op een speedboot en eindigen op een verlaten kade in de haven, waar Archer aan de winnende hand lijkt te zijn, als Troy zijn nemesis nog eenmaal een loer probeert te draaien. Wetende dat hij in een geslagen positie verkeert, verminkt hij Seans echte gezicht met een mes. Hierna doodt Archer de terrorist.
Dankzij Eve Archer is de FBI tijdig op de hoogte van Archers situatie, en hij wordt gerustgesteld met de mededeling dat de operatie terug te draaien is. Als dit gebeurd is, keert Sean huiswaarts, met zijn eigen gezicht en met Adam, het nieuwste gezinslid bij de Archers.

## Rolverdeling
| Acteur             | Personage                     |
| ------------------ | ----------------------------- |
| John Travolta      | Agent Sean Archer/Castor Troy |
| Nicolas Cage       | Castor Troy/Agent Sean Archer |
| Joan Allen         | Dr. Eve Archer                |
| Alessandro Nivola  | Pollux Troy                   |
| Gina Gershon       | Sasha Hassler                 |
| Dominique Swain    | Jamie Archer                  |
| Nick Cassavetes    | Dietrich Hassler              |
| Harve Presnell     | Victor Lazarro                |
| Colm Feore         | Dr. Malcolm Walsh             |
| Jeffrey Kaplan     | Senora Cardenas               |
| John Carroll Lynch | Walton                        |
| CCH Pounder        | Dr. Hollis Miller             |
| Robert Wisdom      | Tito Biondi                   |
| Margaret Cho       | Wanda Tan                     |
| James Denton       | Buzz Williams                 |
| Matt Ross          | Loomis                        |
| Chris Bauer        | Ivan Dubov                    |
| Myles Jeffrey      | Michael Archer                |
| David McCurley     | Adam Hassler                  |
| Thomas Jane        | Burke Hicks                   |

## Invloeden
- De naam van de gevangenis, Erehwon, is "nowhere" (nergens) achterstevoren gespeld, en een verwijzing naar het gelijknamige boek van Samuel Butler
- Enkele invloeden van Griekse mythologie: Castor en Pollux Troy zijn vernoemd naar de Dioskouren, een tweeling met verschillende vaders van wie er één onsterfelijk was en één sterfelijk. Ze staan bekend om hun grote liefde voor elkaar en hun onafscheidelijkheid ging zo ver dat toen de sterfelijke stierf, de onsterfelijke ervoor koos als sterfelijke ziel bij hem te blijven. De achternaam van de broers uit Face/Off, Troy, verwijst naar Troje waar de Trojaanse Oorlog plaatsvond. Hierin zwoer Achilles wraak op Hektor nadat die Achilles' geliefde had gedood. Verder kan de actie van Sean Archer om als Castor de Erewhon-gevangenis te betreden gezien worden als een moderne variant van het Paard van Troje.
- Scenaristen Werb en Colleary noemen de film White Heat (1949, Raoul Walsh) een belangrijke oorsprong waaruit het idee voor Face/Off ontstond.[1] Het idee van de gezichtsoperatie is geïnspireerd door Seconds (1966, John Frankenheimer.[2] John Woo heeft verklaard een fan te zijn van de actiefilms van Frankenheimer.[2]
- Voordat John Woo, John Travolta en Nicolas Cage aan het projecten waren verbonden was het idee om Arnold Schwarzenegger en Sylvester Stallone de hoofdrollen te laten spelen. Harrison Ford en Michael Douglas vormden ook een potentieel koppel. Douglas bleef aan als uitvoerend producent.